# Katholisches Pfarrhaus (Worms-Herrnsheim)

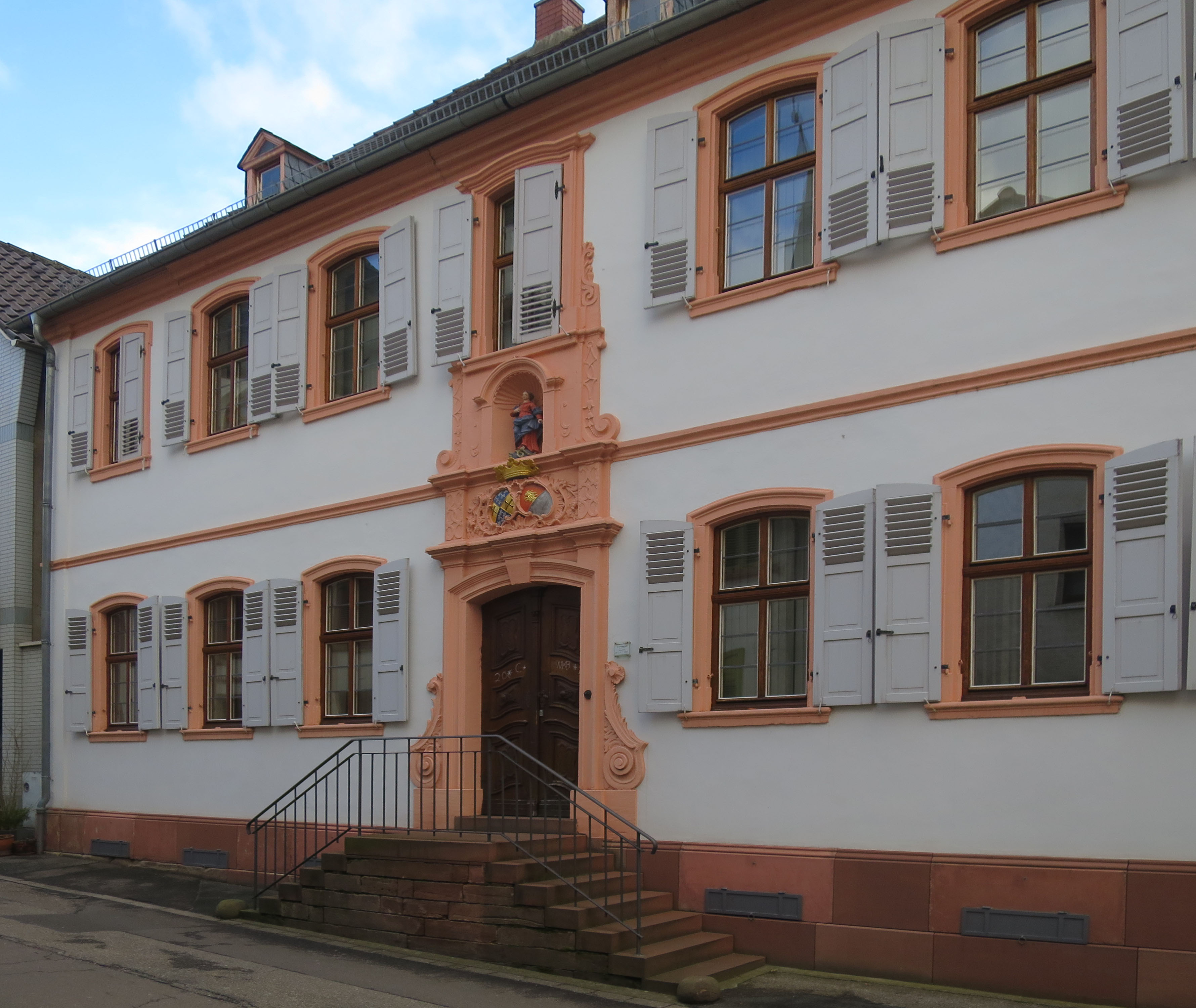

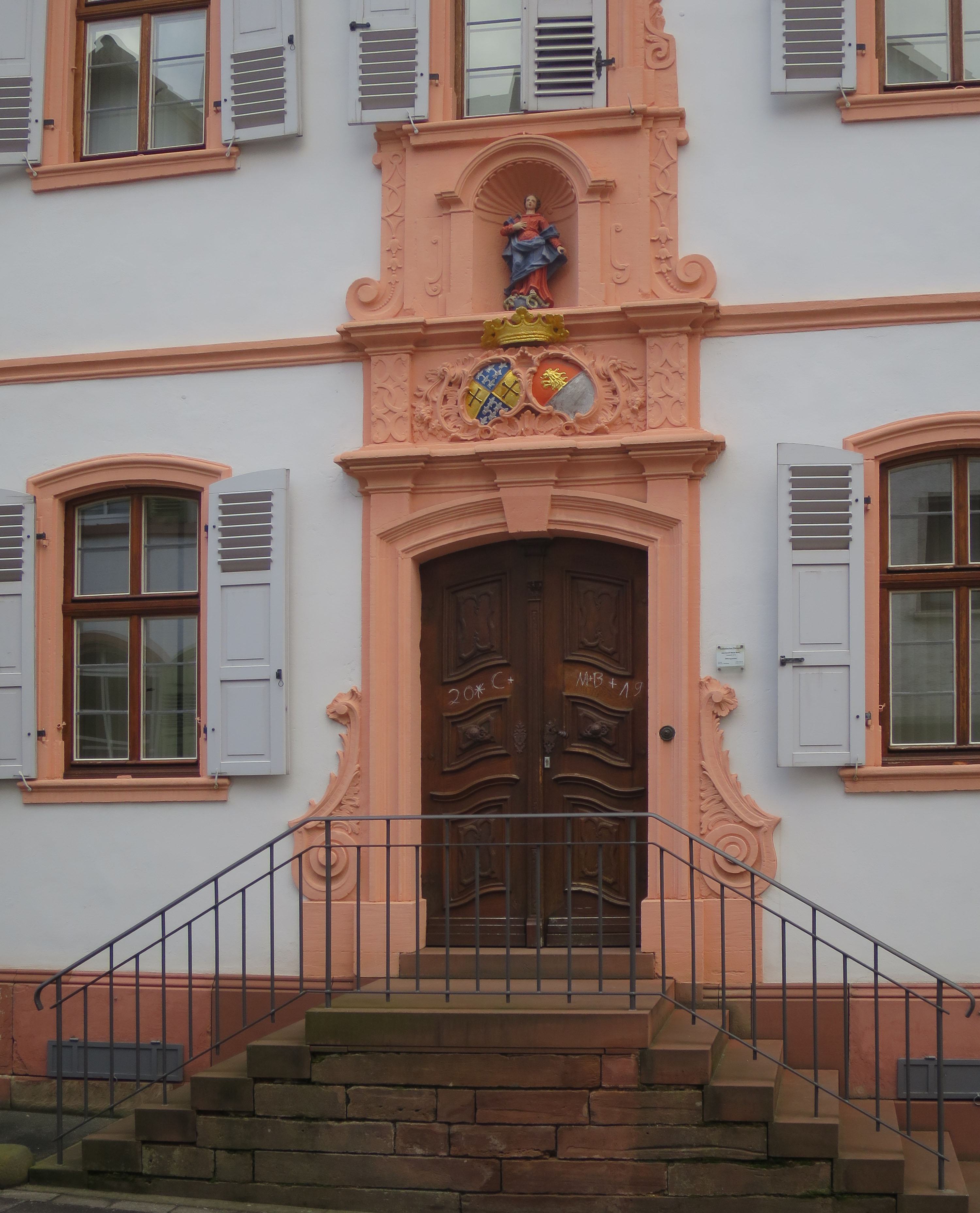

Das katholische Pfarrhaus in Worms-Herrnsheim ist eine barocke Anlage von 1730 und steht unter Denkmalschutz.

## Geschichte
Den Ortsherren von Herrnsheim, den Freiherren von Dalberg, oblag die Baulastverpflichtung für die kirchlichen Gebäude im Ort. Dazu gehörte auch das römisch-katholische Pfarrhaus. Der damalige Ortsherr, Franz Heinrich von Dalberg, war mit Maria Sophie Anna von Eltz-Kempenich verheiratet.
1730 wurde das neue Pfarrhaus errichtet.

## Gebäude
Das Gebäude wurde auf einem lang-rechteckigen Grundriss an der Hauptstraße des Ortes, schräg gegenüber der Dorfkirche St. Peter errichtet. Es ist ein mit sieben Fensterachsen großzügig bemessener, traufständiger, zweigeschossiger Bau mit einem Walmdach. Das Haus steht auf einem steinsichtigen Sandsteinsockel und ist bis auf die Gewände verputzt. Die Fassade ist symmetrisch angelegt, in der Mitte befindet sich der Eingang. Dieser wird durch eine vorgelagerte, zweiläufige Treppe betont, die in ihrer Breite den gesamten Gehweg der Straße einnimmt. Weiter betont wird der Eingang durch einen aufwändig, ebenfalls in Sandstein gestalteten Eingang, dessen Schmuck-Aufbau sich bis zum Gesims des darüber liegenden Fensters des ersten Stocks erstreckt. Über der Eingangstür befindet sich zunächst das Allianzwappen von Franz Heinrich und Maria Sophie Anna und nochmals darüber eine Nische mit einer Heiligenfigur. Die Denkmaltopografie bewertet das Haus als „anmutiges Barockhaus, das qualitätsvollste seiner Art vor Ort“.
Das Haus ist ein Kulturdenkmal aufgrund des Denkmalschutzgesetzes des Landes Rheinland-Pfalz.